# Kecamatan Telukpanjang
Kecamatan Telukpanjang är ett distrikt i Indonesien.   Det ligger i provinsen Lampung, i den västra delen av landet, 200 km väster om huvudstaden Jakarta.